# Alfred Chuang
Alfred S. Chuang (Chino tradicional: 莊思浩) es un ejecutivo de tecnología empresarial e inversor de capital de riesgo americano . Es el anterior CEO de BEA Systems. En 2020, fundó Race Capital, un fondo de riesgo.

## Educación y primeros años
Nativo de Hong Kong, Chuang se graduó del colegio de Wah Yan en Hong Kong, una escuela secundaria católica para varones.
Chuang Recibió una licenciatura en ciencias de la computación de la Universidad de San Francisco y una maestría en informática con una especialización en administración de datos por la Universidad de California Daves. Chuang escribió una tesis de graduado, "Table-Tabular Data Objects and their Use in Table Editing", respecto al desarrollo racional de bases de datos.

## Carrera
Después de recibir su grado de la UC Davis, Chuang trabajó para Sun Microsystems de 1986 a 1994. A principios de 1995 cofundó BEA Systems Inc. y más tarde sirvió como CEO, presidente, CTO y Vicepresidente ejecutivo de operaciones, hasta que la empresa fue adquirida por Oracle en abril de 2008 por $8.6 mil millones de dólares.
Desde 2008, Chuang ha sido el fundador y CEO de un servidor de aplicaciones móviles de startup llamado Magnet Systems Inc. El 27 de abril de 2011, Magnent Systems Inc. recibió $12.6 millones en financiación en las rondas de las series A de la firma Andreessen Horowitz. En agosto de 2012, Magnet recibió un extra de $47 millones en la serie B, financiado por HTC y Andreessen Horowitz.
En 2020 cofundó Race Capital, un fondo de riesgo, desde entonces ha sido su socio principal.